# Оттон III
Оттон III (нем. и лат. Otto III; июнь или июль 980 — 23 или 24 января 1002, замок Патерно около Витербо, Италия), прозванный «Чудо мира» (лат. Mirabilia mundi) — германский король и император Священной Римской империи, сын Оттона II Рыжего и византийской принцессы Феофано, родственницы императора Иоанна I Цимисхия.

## Биография
Когда 7 декабря 983 года умер Оттон II, его корону, при поддержке сохранившего верность императорской власти немецкого духовенства, унаследовал его трёхлетний сын. Окружённый попечениями матери-гречанки, которая оставалась регентом до своей смерти в 991 году (после чего её сменила бабка Адельгейда), Оттон получил прекрасное образование и утвердился в мысли о своём великом предназначении. Временами юный Оттон предавался истязанию плоти, а также совершал покаянные паломничества в аббатства.
Прибыв в Италию в 996 году, он восстановил контроль над Римом и посадил на папский престол своего двоюродного племянника Бруно Каринтийского под именем Григория V (это был первый в истории римский папа германского происхождения). 21 мая 996 года здесь состоялась коронация Оттона императорской короной. Оттон выстроил в Риме дворец, его придворные носили звучные византийские и древнеримские титулы. В 999 году Григорий V умер, и Оттон возвёл на папский престол своего наставника, сторонника клюнийской реформы Герберта из Орийяка — под именем Сильвестра II.
Как правителя Оттона не любили ни в Германии, ни в Италии; в 1001 году в Риме вспыхнул мятеж, в какой-то момент его дворец был осаждён толпой римлян, после чего Оттон покинул город и безуспешно пытался восстановить свою власть хотя бы в столице. Его мечты о реставрации империи в полном её масштабе потерпели крах. В этот период он был обручён с дочерью византийского императора Константина VIII Зоей, которая выехала в Италию для бракосочетания, но не успела достигнуть её берегов до смерти Оттона.
Оттон умер в замке Патерно (близ Витербо, Италия) 23 или 24 января 1002 года. С его смертью пресеклась мужская линия Саксонской династии.